# 大關宗增
大關宗增（1462年—1544年），日本戰國時代武將。那須七騎之一大關氏的當主。父親是大關增雄。
在寬正3年（1462年）出生。協助那須政房統一那須氏而立下功績，在永正15年（1518年），因為妒忌同僚大田原資清的才能，於是向主君進讒，成功將其追放，一時間在家中專橫。天文11年（1542年），嫡男增次被得到朝倉氏支援而復歸的資清殺死，並被迫迎資清的長男高增為養嗣子。

## 外部連結
- 武家家伝＿大関氏 （页面存档备份，存于）